# Calophasia oxygramma
Calophasia oxygramma är en fjärilsart som beskrevs av Charles Boursin 1963. Calophasia oxygramma ingår i släktet Calophasia och familjen nattflyn. Inga underarter finns listade i Catalogue of Life.